# Campeonato Uruguaio de Futebol de 1926
O Campeonato Uruguaio de Futebol de 1926 consistiu em uma competição com dois turnos, no sistema de todos contra todos. O campeão foi o Peñarol, que conquistou o torneio de forma invicta.

## Classificação[2]
| Pos | Equipe               | Pts | J  | V  | E | D  | GP | GC | SG  |
| --- | -------------------- | --- | -- | -- | - | -- | -- | -- | --- |
| 1°  | Peñarol              | 31  | 18 | 13 | 5 | 0  | 27 | 5  | 22  |
| 2°  | Montevideo Wanderers | 25  | 18 | 11 | 3 | 4  | 35 | 17 | 18  |
| 3°  | Rampla Juniors       | 25  | 18 | 12 | 1 | 5  | 29 | 14 | 15  |
| 4°  | Nacional             | 24  | 18 | 11 | 2 | 5  | 36 | 16 | 20  |
| 5°  | Lito                 | 24  | 18 | 10 | 4 | 4  | 42 | 20 | 22  |
| 6°  | Central              | 18  | 18 | 8  | 2 | 8  | 24 | 25 | -1  |
| 7°  | Liverpool            | 13  | 18 | 5  | 3 | 10 | 16 | 25 | -9  |
| 8°  | Belgrano             | 10  | 18 | 4  | 2 | 12 | 19 | 32 | -13 |
| 9°  | Uruguay Onward       | 9   | 18 | 3  | 2 | 13 | 15 | 45 | -30 |
| 10° | Universal            | 2   | 18 | 1  | 0 | 17 | 10 | 54 | -44 |

|  | Campeão.   |
|  | Rebaixado. |

Promovidos para a próxima temporada: Sud América, Defensor, Misiones, Olimpia, Bella Vista, Uruguay Club, Capurro, Cerro, Racing, Solferino e Rosarino Central.
| Campeonato Uruguaio de 1926 |
| --------------------------- |
| Peñarol Campeão (9º título) |